# Giorgio II di Alessandria
Papa Giorgio II o anticamente Georgio (X secolo – 1052), è stato papa e patriarca greco-ortodosso di Alessandria e di tutta l'Africa tra il 1021 e il 1052. In cronotassi datate è stato confuso con il predecessore Teofilo.
Fu eletto durante il regno di un califfo ben disposto nei confronti dei cristiani.